# Abd-Rabbih (nom)
Abd-Rabbih és un nom masculí teòfor àrab islàmic (àrab: عبد ربه, ʿAbd Rabbih) que literalment significa ‘Servidor del Seu Senyor’, essent ‘el Senyor’ un atribut de Déu. Si bé Abd-Rabbih és la transcripció normativa en català del nom en àrab clàssic, també se'l pot trobar transcrit d'altres formes, normalment per influència de la pronunciació dialectal o seguint altres criteris de transliteració. Com a teòfor, també el duen musulmans no arabòfons que l'han adaptat a les característiques fòniques i gràfiques de la seva llengua.
Vegeu aquí personatges i llocs que duen aquest nom.